# علي يوسف علي
علي يوسف علي (بالإنجليزية: Ali Yusuf Ali)‏ هو سياسي هندي، ولد في 1 يوليو 1976 في الهند. حزبياً، نشط في Bahujan Samaj Party ‏.